# Lakhnau
Lakhnau (hindi: लखनऊ, urdu: لکھنو ) India Uttar Prades tagállamának fővárosa. Delhitől keletre fekszik, Kánpurtól közúton kb. 80-90 km-re ÉK-re. Lakóinak száma 2,8 millió, elővárosokkal mintegy 6 millió fő (2011-es adatok). Jelentős a textilipara, fémfeldolgozása, és kézműipara. 

## Népesség
A város népességének változása (elővárosok nélkül):
| Lakosok száma | 2 815 601 | 2 890 000 | 2 940 000 | 3 000 000 | 3 140 000 | 3 300 000 | 3 382 000 |
|               | 2011      | 2012      | 2013      | 2014      | 2015      | 2016      | 2017      |

## Történelem

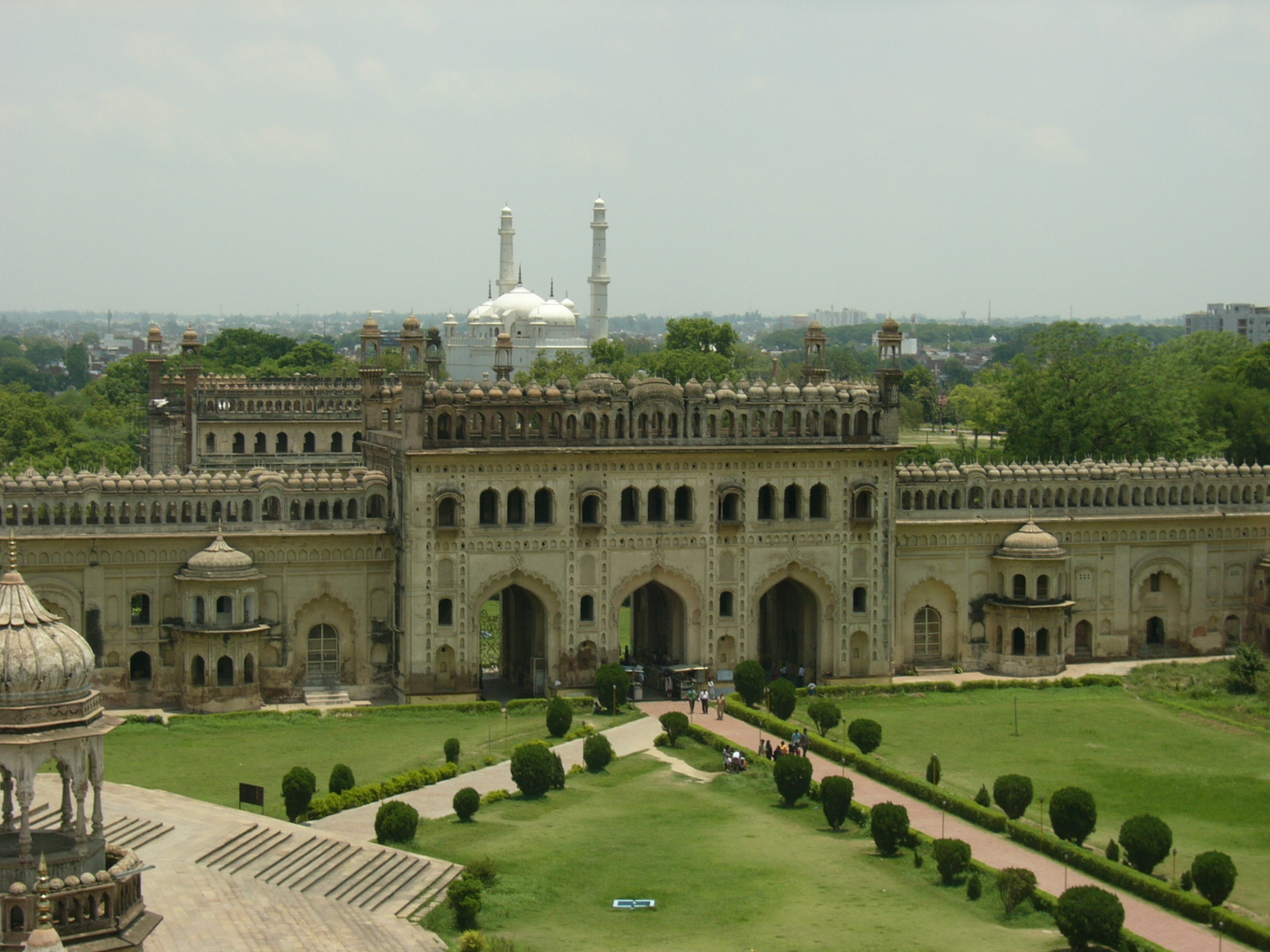
Bada Imambara

A várost Bábur sah parancsára kezdték építeni 1528-ban. Ő alapította a Mogul Birodalmat. 1775-ben az Avadh Királyság fővárosát Faizábádból Lakhnauba tették át. 1856-ban brit uralom alá került. 

## Sportélete
Ahogy szinte egész Indiában, Lakhnauban is nagy népszerűségnek örvend a krikett. Itt található az Indian Premier League Húsz20-as krikettbajnokság egyik csapatának, a Lucknow Super Giantsnak a székhelye.

## Fordítás
- Ez a szócikk részben vagy egészben  a   Lakhnau című német Wikipédia-szócikk fordításán alapul.  Az eredeti cikk szerkesztőit annak laptörténete sorolja fel. Ez a jelzés csupán a megfogalmazás eredetét és a szerzői jogokat jelzi, nem szolgál a cikkben szereplő információk forrásmegjelöléseként.